# Neded
Neded (Hongaars: Negyed) is een Slowaakse gemeente in de regio Nitra, en maakt deel uit van het district Šaľa.
Neded telt 3.139 inwoners. De meerderheid van de bevolking (55%) is etnisch Hongaars.